# Stammersdorf

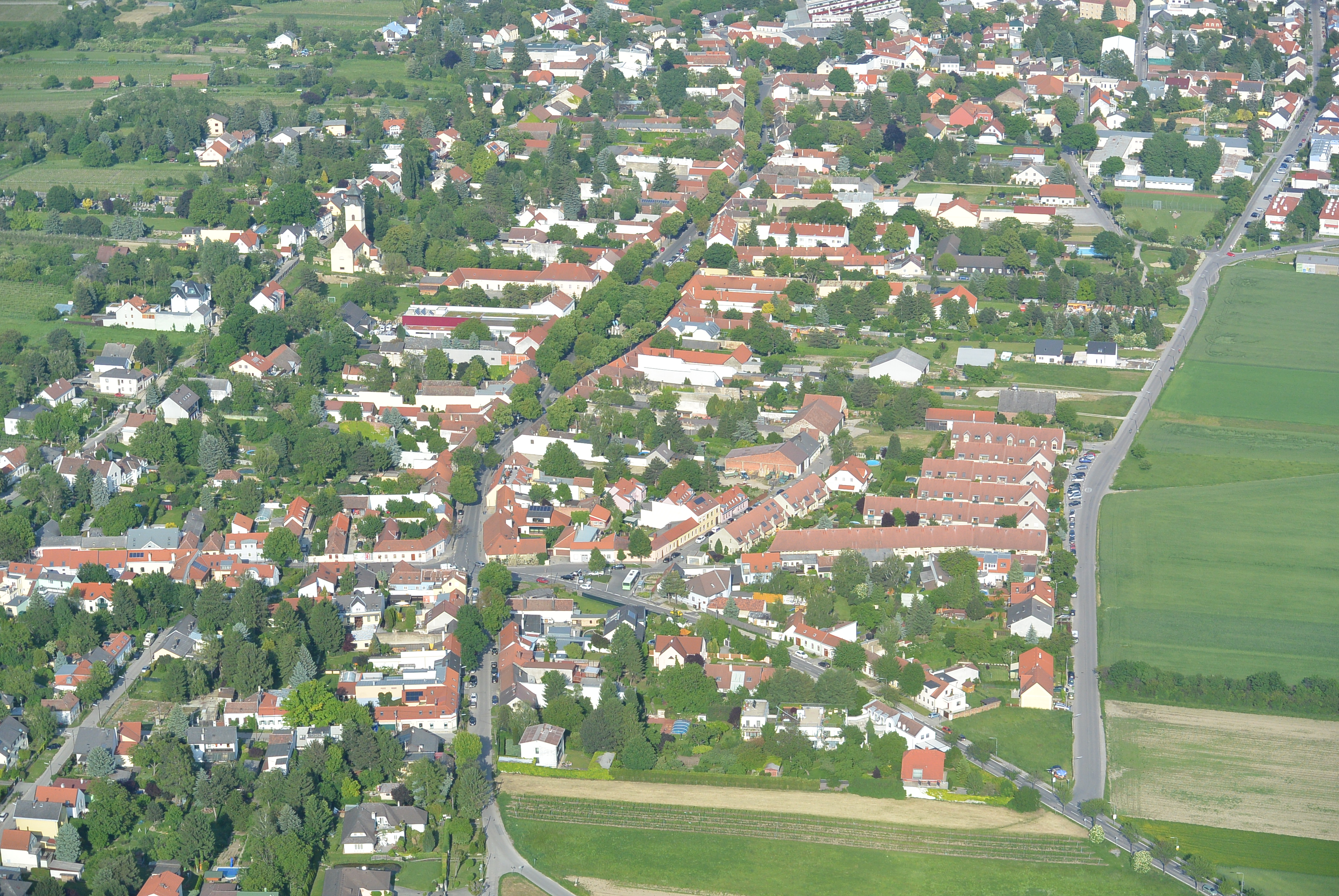
Luftbild des alten Ortskernes von Stammersdorf Richtung Osten

Stammersdorf ist der letzte Bezirksteil des 21. Wiener Gemeindebezirks Floridsdorf, der im Jahre 1938 nach Wien eingemeindet wurde. Heute ist Stammersdorf eine der 89 Wiener Katastralgemeinden.

## Geographie

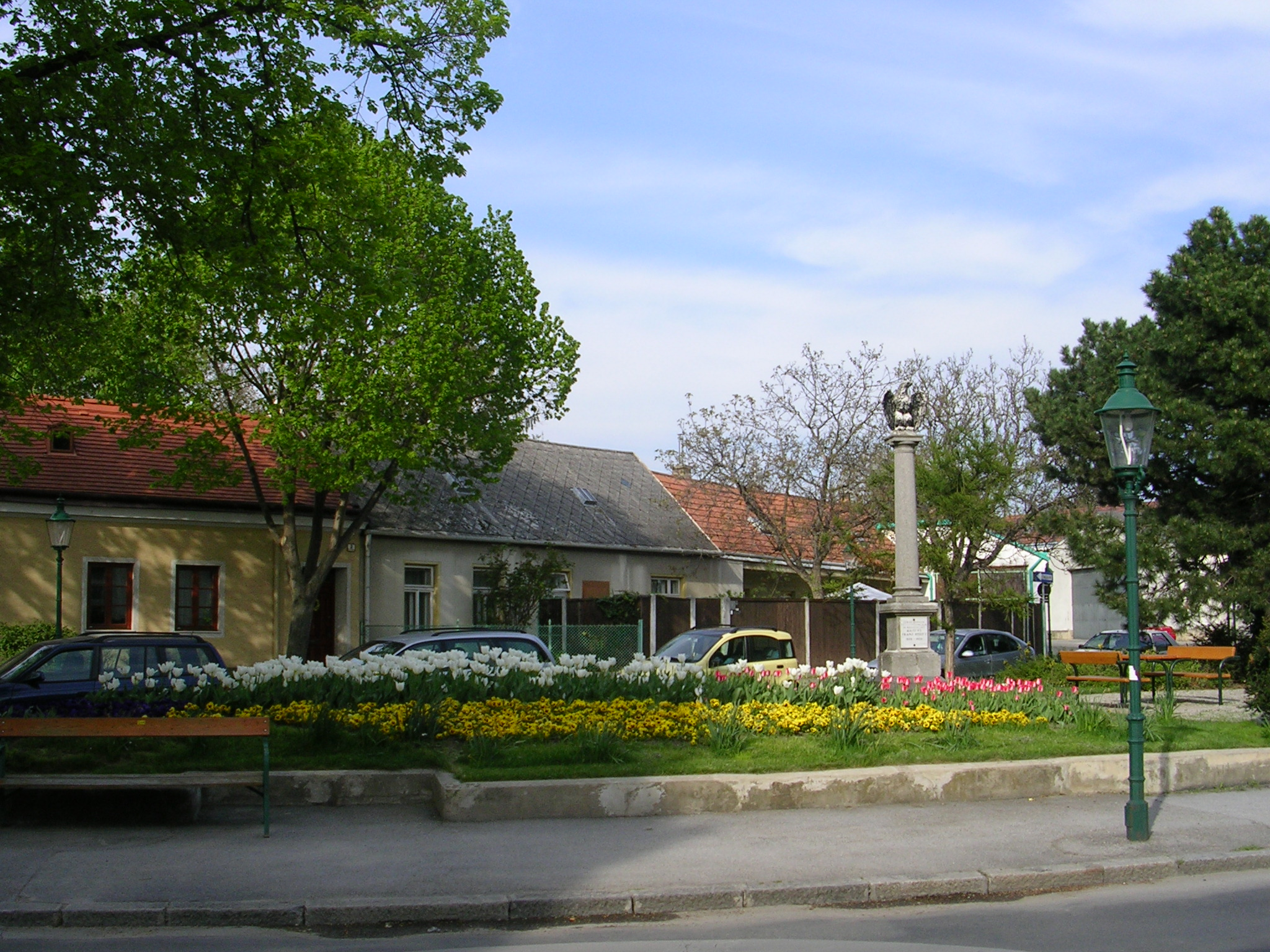
Der Freiheitsplatz in Stammersdorf

Stammersdorf liegt am Südosthang des Bisambergs und wird vom 1992 eröffneten Marchfeldkanal durchquert. Es grenzt im Norden an Niederösterreich, im Westen an Strebersdorf, im Süden an Großjedlersdorf und im Osten an Leopoldau und gliedert sich mittlerweile in Oberort, Unterort und Neu-Stammersdorf. Der Oberort ist der älteste Teil der Siedlung mit ersten Siedlungsspuren um 2000 v. Chr. Der Unterort entstand mit der wachsenden Bedeutung der Verkehrsachse Wien – Brünn, der Brünner Straße, und entwickelte sich ostwärts zur Brünner Straße. Neu-Stammersdorf ist der neueste Teil und wurde erst in den 1990er Jahren erbaut.
Der Ortskern ist mit einigen der Kellergassen (die es in Wien nur hier in größerem Ausmaß gibt, siehe Liste der Kellergassen in Wien) von der Stadt Wien zu einer baulichen Schutzzone zusammengefasst.

## Geschichte
Die am Hang des Bisambergs gegen das Marchfeld zu gelegene Ortschaft wird 1150 erstmals urkundlich erwähnt, dürfte aber bereits um 1100 entstanden sein; sie hieß ursprünglich Stenmarsdorf oder Stamleinsdorf, 1203 Stoumarsdorf. Die Ortsbezeichnung leitet sich vom slawischen Personennamen Stojmir ab.
Zwischen dem am Hang liegenden Oberort und dem Unterort erstreckt sich der Dorfanger, an dem die den Ober- und Unterort verbindende Hauptstraße entlangführt. Stammersdorf ist demnach ein so genanntes Linsenangerdorf. Die vom Anger durch eine schmale Gasse erreichbare Dorfkirche, die Pfarrkirche Stammersdorf, gehört zu den alten niederösterreichischen Wehrkirchen; der Ort war verteidigungsfähig, da der Anger, auf dem notfalls das Vieh weiden konnte, von geschlossenen Häuserzeilen umgeben war. Dennoch verwüsteten nacheinander Ungarn, Türken, Schweden, nochmals Türken und schließlich Franzosen den Ort.

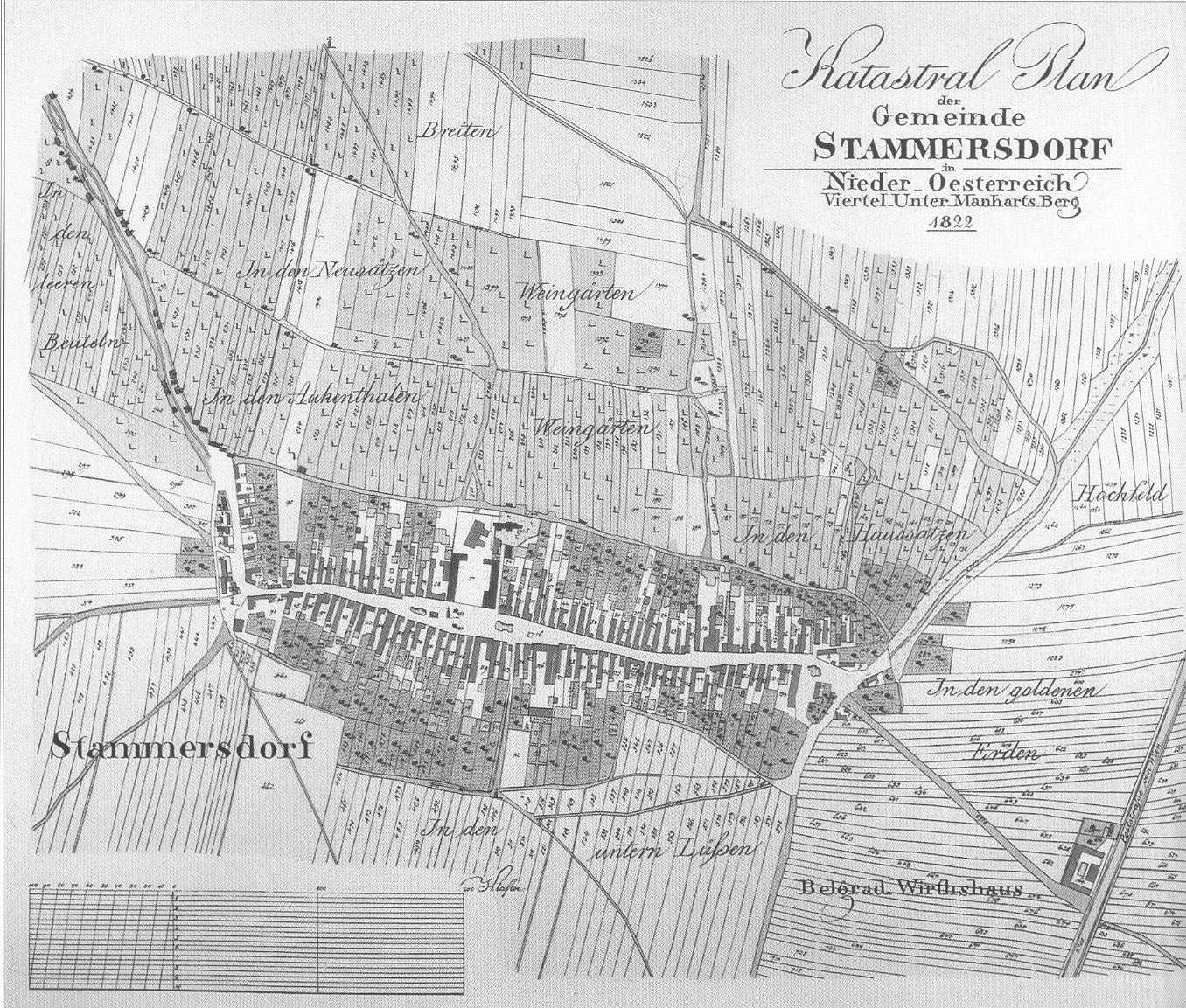
Stammersdorf 1822

Stammersdorf war auch ein beliebtes Feldlager: Hier ließen sich 1619 die Böhmen unter Graf Thurn nieder, 1645 wählte der schwedische Feldherr Torstensson die Gegend zu seinem Hauptquartier. 1805 bezogen die Österreicher hier ihr Feldlager und 1866 im Preußisch-Österreichischen Krieg projektierte man eine Verteidigungslinie bei Stammersdorf gegen die Preußen. In den Pestjahren 1679 und 1713 kamen viele Einwohner um; materiell größten Schaden hingegen richtete – neben kriegerischen Zerstörungen – der Brand im Jahr 1850 an: ihm fielen die Kirche, 52 Häuser und 38 Scheunen zum Opfer. Trotz allem hat die im Laufe der Jahrhunderte gewachsene Siedlung bis heute den Dorfcharakter bewahren können. In das Fernverkehrsnetz, das Kaiser Karl VI. 1722 anlegen ließ, um alle Teile der riesigen Habsburgermonarchie mit dem Zentrum Wien zu verbinden, wurde die damalige Siedlung Stammersdorf nicht eingebunden: Die Brünner Straße führt daher östlich am Altort vorbei.
1877 wird die (ehemalige) „Freiwillige Feuerwehr von Stammersdorf“ gegründet.
1890 wird der Männergesangverein MGV Stammersdorf gegründet, der heute noch besteht.
Die Verbindung nach Wien wurde 1886 durch die von der Augartenbrücke herausgeführte Strecke der Dampftramway-Gesellschaft vormals Krauss & Comp. verbessert, die ab 1912 elektrifiziert war.
Nach dem Ersten Weltkrieg wurde die Freiwillige Rettungsgesellschaft Stammersdorf gegründet, der Gründer war Theodor Schimanek. Die Gesellschaft wurde über Spenden finanziert. 1928 wurde Stammersdorf zur Marktgemeinde erhoben, im selben Jahr wurden die Straßen benannt. Erst seit 1938 ist Stammersdorf Bestandteil des 21. Wiener Gemeindebezirks.
Im Zweiten Weltkrieg waren am nahegelegenen Bisamberg viele Flak-Geschütze stationiert, um Wien vor Luftangriffen zu schützen. Vier sind noch in den Grundrissen erhalten – zu finden An den alten Schanzen. Im Herrenholz am Rande des Bisamberges wurde ein Prüfstand für Flugzeugmotoren errichtet, dessen Reste man noch heute sehen kann. Zwischen 1939 und 1940 wurde die heutige Van-Swieten-Kaserne an der Brünner Straße erbaut. Eine zweite Kaserne – eine Panzerwerkstatt – wurde in der Gerasdorferstraße errichtet. Einige Jahre befand sich die ÖMV auf diesem Gelände. Die Anlagen wurden aber 2012 fast völlig abgetragen und eine große Wohnhaussiedlung errichtet.

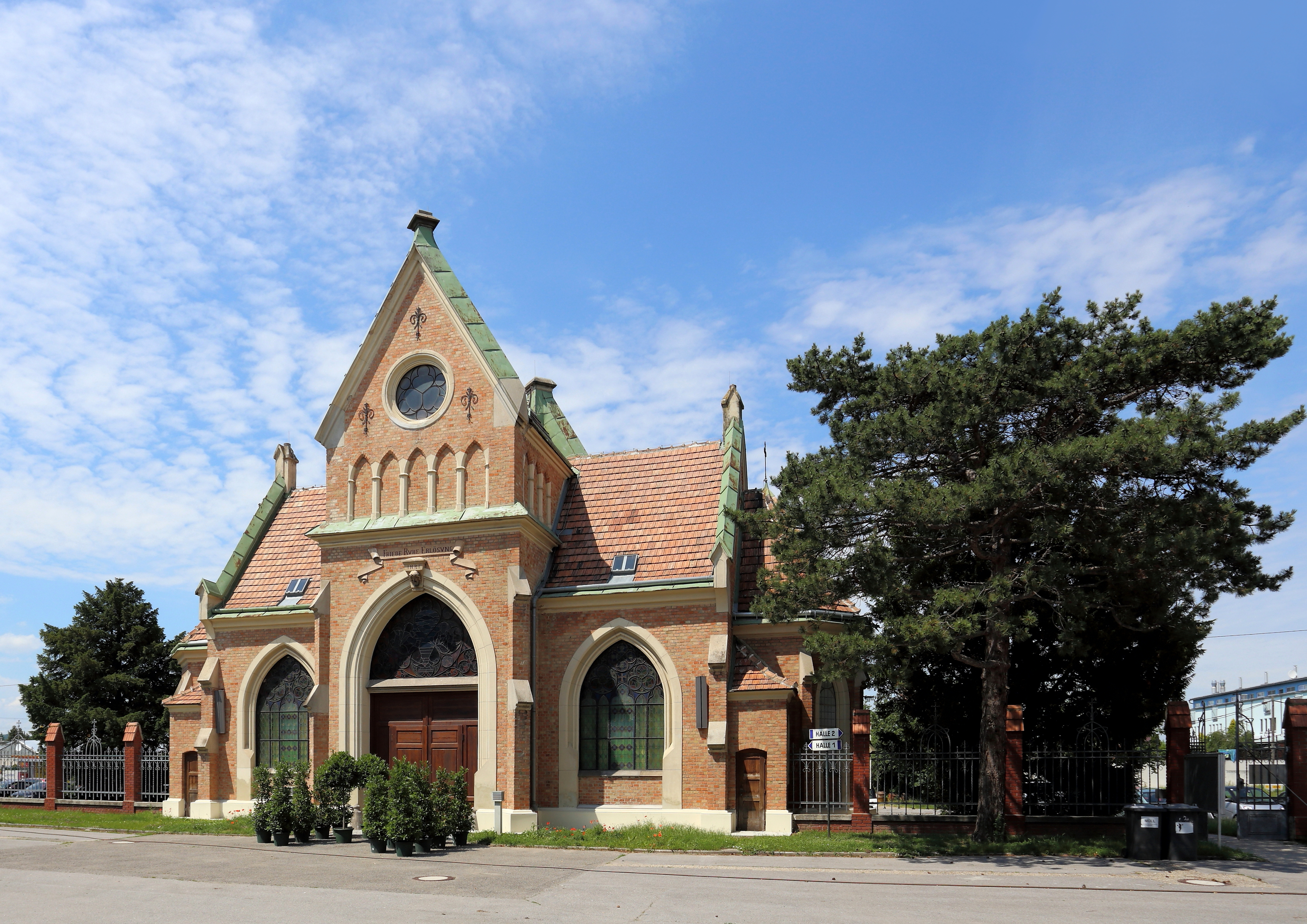
Aufbahrungshalle des Stammersdorfer Zentralfriedhofes mit über 20.000 Grabstellen

Der neue Stammersdorfer Zentralfriedhof wurde ab 1902 nach den Plänen des Ingenieurs Oskar Mratschek und Baumeisters Alois Frömmel gebaut und am 27. Mai 1903 durch Dechant Ludwig Hüttner von Pillichsdorf geweiht. Von 1964 bis 1966 errichtete man dort das zweite Wiener Krematorium. Es wurde allerdings am 7. September 1981 wieder geschlossen und nur während des von 1984 bis 1986 erfolgten Umbaues der Feuerhalle Simmering vorübergehend wieder in Betrieb genommen.

## Natur
Nördlich des Ortes befinden sich die Alten Schanzen, ehemalige Verteidigungsbauwerke und heute bemerkenswerte Naturdenkmäler.

## Wirtschaft und Infrastruktur

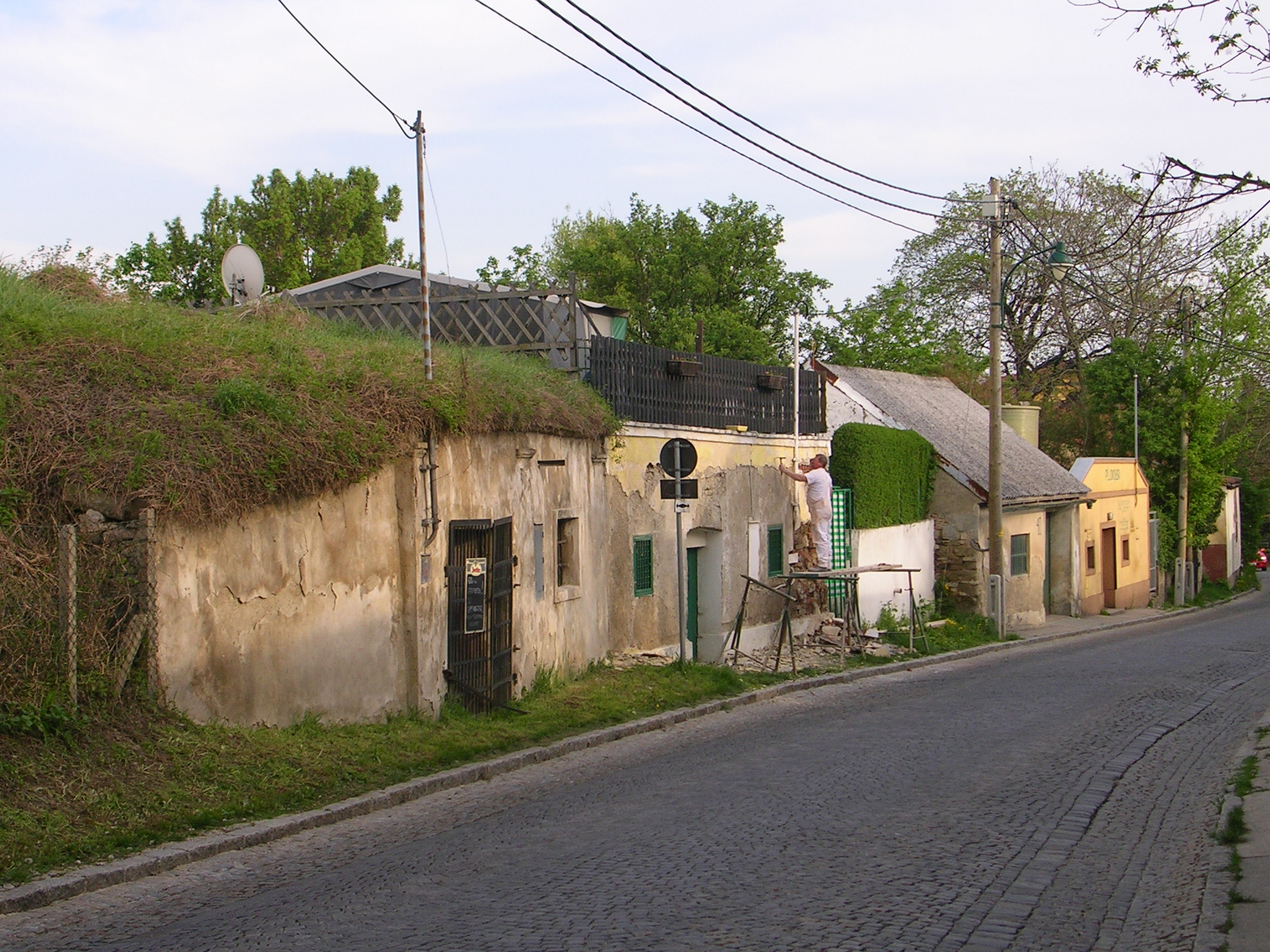
Kellergasse in Stammersdorf

An den Hängen des Bisambergs wird Wein angebaut. Mit rund 267 Hektar Rebflächen gehört Stammersdorf zu den bedeutendsten Wiener Weinbaugebieten. Die im Ort vorhandenen Heurigen sind ein beliebtes Ausflugsziel.
In Stammersdorf befindet sich die Van-Swieten-Kaserne mit dem Heeresspital und der Sanitätsschule des Bundesheeres.
Im Stammersdorf endet die Straßenbahnstrecke von Schottenring der Straßenbahn Wien. Von Bahnhof Stammersdorf aus führte bis 1988 die Stammersdorfer Lokalbahn nach Groß Schweinbarth.

## Persönlichkeiten
- Karl Friedl (1884–1955), Fleischhauer, Gastwirt und ÖVP-Politiker
- Hermann Reschny (1898–1971), NSDAP-Politiker und SA-Führer

## Belege
1. ↑  Karte der Schutzzone
2. ↑  Felix Czeike, Historisches Lexikon Wien, Band 5 R-Z (Wien 2004), S. 312.
3. 1 2  Die Geschichte von Stammersdorf – ein kurzer Überblick – Stammersdorf. In: Website. Martin Kiener, Wien, abgerufen am 18. Januar 2025 (österreichisches Deutsch).
4. ↑  Stammersdorfer Männergesangverein 1890 – „Männer mit gutem Ton“. In: Website. Stammersdorfer Männergesangverein, Wien, abgerufen am 18. Januar 2025 (österreichisches Deutsch).
5. ↑  Friedhöfe Wien GmbH – Geschichte des Stammersdorfer Zentralfriedhofs.
6. ↑  Rebflächen in Wien nach Katastralgemeinden 2010. (Memento des Originals vom 18. Mai 2015 im Internet Archive)  Info: Der Archivlink wurde automatisch eingesetzt und noch nicht geprüft. Bitte prüfe Original- und Archivlink gemäß Anleitung und entferne dann diesen Hinweis. Website der Stadt Wien, abgerufen am 21. Juni 2012.

Koordinaten: 48° 18′ N, 16° 26′ O